# 野積ドリームランド
野積ドリームランド（のづみドリームランド）は、かつて新潟県三島郡寺泊町（現長岡市寺泊地域）にあった遊園地である。

## 概要

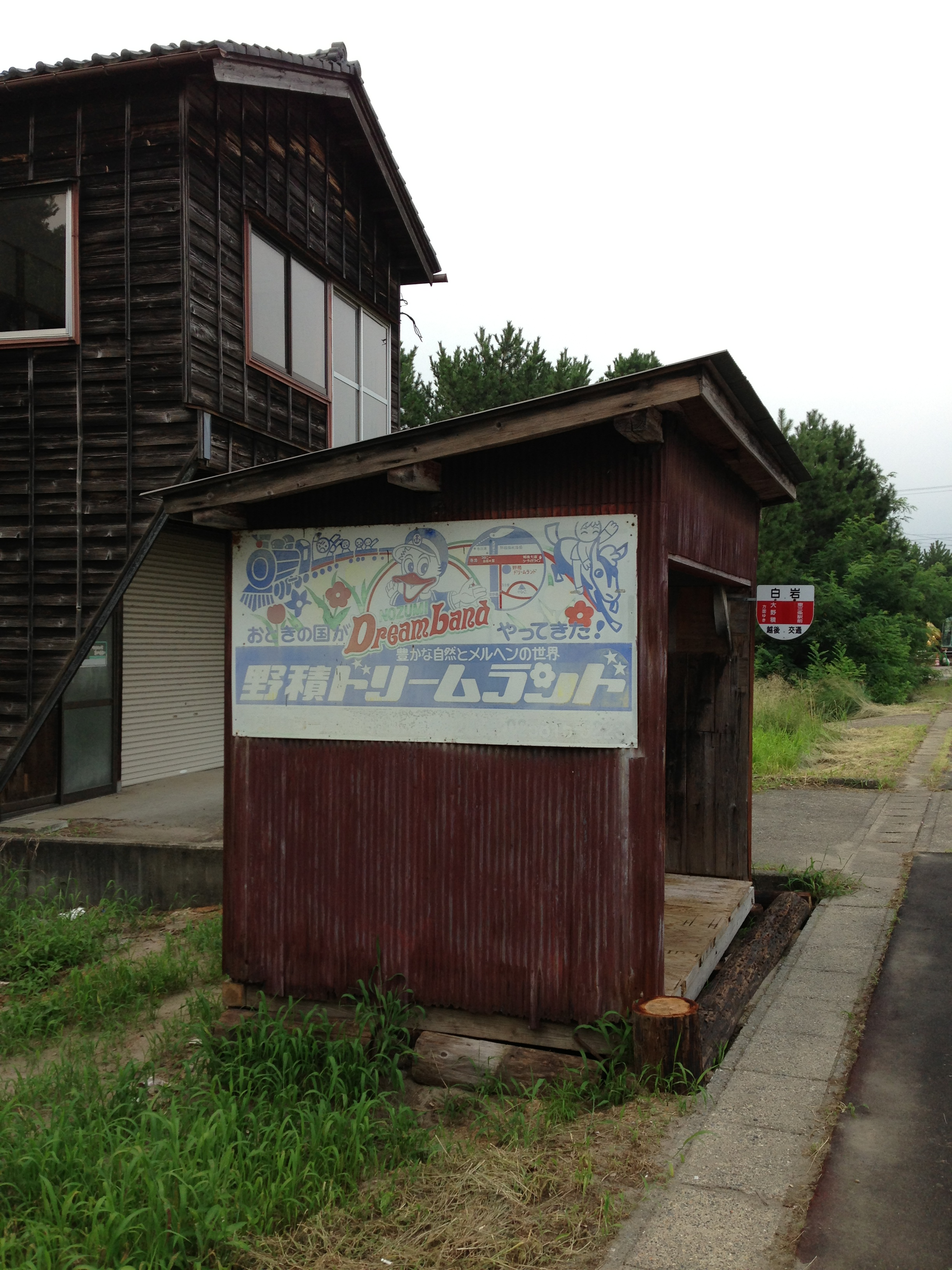
越後交通白岩バス停留所に残る野積ドリームランドの看板

1981年（昭和56年）4月26日に開園した。
園内には、コーヒーカップの乗り物、ニワトリ小屋、ウサギふれあいコーナーなどがあった。
また、新聞広告にてチューリップがいっぱいという記事を出していた。
園のイメージキャラクターは、ドナルドダックに似た、海軍帽をかぶったアヒルだった。
一時期は年間11万人程度の利用客があったが、その後は落ち込み、1986年（昭和61年）に運営会社「野積の里」の親会社であった佐藤不動産が事実上倒産し、その後閉鎖された。2007年時点では入り口として使われていた建物のみ廃墟として残っている。また、敷地の一部は分譲住宅地となっている。

## 所在地
〒940-25 新潟県三島郡寺泊町大字野積240番地（現長岡市寺泊野積240番地）

## 園内施設
- 大型SLメルヘン号
- 大型ポケットバイク場
- パラトルーパー
- かわいい動物牧場
- 鳥の楽園
- 動物広場
- 滝のある水鳥広場
- 家族プール
- ファミリーアスレチック広場
- 林間休憩所
- 本格派3面テニスコート
- 海の見える大駐車場

## 入園料
- 大人 500円
- 小人 300円

## アクセス
開園直後のゴールデンウィーク期間中には、万代シテイバスセンターより野積ドリームランド直行のバスが出ていた。料金は大人2,500円、小人2,000円だった。